# Universe (canción)
«Universe» es una canción grabada por la boy band surcoreana EXO, lanzada el 26 de diciembre de 2017 por S.M. Entertainment, como sencillo principal del miniálbum con el mismo nombre.

## Composición
Producido por Hyuk Shin, MRey, JJ Evans y Jeff Lewis, «Universe» se describe como una «balada rock» que se ocupa de enfatizar la voz única de los integrantes y explora no solo la belleza de sus canciones y efectos visuales, sino también la simplicidad de una paleta de colores inspirada en el café, acompañado con melodías de piano e imágenes visuales claras de cómo un chico está dispuesto a ir al universo y regresar por su amor.

## Promoción
EXO interpretó por primera vez «Universe» en MBC Gayo Daejejeon el 31 de diciembre.

## Posicionamiento en listas

### Listas semanales
| Lista (2017)                       | Mejor posición |
| ---------------------------------- | -------------- |
| Corea del Sur (Gaon Digital Chart) | 2              |
| China (Billboard V Chart)          | 16             |

### Lista mensual
| Lista (2017)                       | Mejor posición |
| ---------------------------------- | -------------- |
| Corea del Sur (Gaon Singles Chart) | 36             |

## Victorias en programas musicales
| Programa               | Fecha               |
| ---------------------- | ------------------- |
| Music Bank (KBS)       | 5 de enero de 2018  |
| Music Bank (KBS)       | 12 de enero de 2018 |
| Show! Music Core (MBC) | 6 de enero de 2018  |